# Öffentlicher Haushalt
|                       |                       |                       |                       |                       |                       |  |  | Wirtschaftseinheiten |                 |                 |                 |                 |                 |  |  |                                       |                                       |                                       |                                       |                                       |                                       |  |  |  |  |  |  |  |  |  |  |  |  |  |  |  |  |  |  |
|                       |                       |                       |                       |                       |                       |  |  |                      |                 |                 |                 |                 |                 |  |  |                                       |                                       |                                       |                                       |                                       |                                       |  |  |  |  |  |  |  |  |  |  |  |  |  |  |  |  |  |  |
|                       |                       |                       |                       |                       |                       |  |  |                      |                 |                 |                 |                 |                 |  |  |                                       |                                       |                                       |                                       |                                       |                                       |  |  |  |  |  |  |  |  |  |  |  |  |  |  |  |  |  |  |
| Öffentliche Haushalte | Öffentliche Haushalte | Öffentliche Haushalte | Öffentliche Haushalte | Öffentliche Haushalte | Öffentliche Haushalte |  |  | Privathaushalte      | Privathaushalte | Privathaushalte | Privathaushalte | Privathaushalte | Privathaushalte |  |  | Betriebe                              | Betriebe                              | Betriebe                              | Betriebe                              | Betriebe                              | Betriebe                              |  |  |  |  |  |  |  |  |  |  |  |  |  |  |  |  |  |  |
| Öffentliche Haushalte | Öffentliche Haushalte | Öffentliche Haushalte | Öffentliche Haushalte | Öffentliche Haushalte | Öffentliche Haushalte |  |  | Privathaushalte      | Privathaushalte | Privathaushalte | Privathaushalte | Privathaushalte | Privathaushalte |  |  | Betriebe                              | Betriebe                              | Betriebe                              | Betriebe                              | Betriebe                              | Betriebe                              |  |  |  |  |  |  |  |  |  |  |  |  |  |  |  |  |  |  |
|                       |                       |                       |                       |                       |                       |  |  |                      |                 |                 |                 |                 |                 |  |  |                                       |                                       |                                       |                                       |                                       |                                       |  |  |  |  |  |  |  |  |  |  |  |  |  |  |  |  |  |  |
|                       |                       |                       |                       |                       |                       |  |  | Unternehmen          | Unternehmen     | Unternehmen     | Unternehmen     | Unternehmen     | Unternehmen     |  |  | Öffentliche Betriebe und Verwaltungen | Öffentliche Betriebe und Verwaltungen | Öffentliche Betriebe und Verwaltungen | Öffentliche Betriebe und Verwaltungen | Öffentliche Betriebe und Verwaltungen | Öffentliche Betriebe und Verwaltungen |  |  |  |  |  |  |  |  |  |  |  |  |  |  |  |  |  |  |

Der öffentliche Haushalt ist die zusammenfassende Darstellung der öffentlichen Finanzwirtschaft und erfüllt die Zwecke Rechnungslegung nach kameralistischen oder doppischen Grundsätzen bei haushaltsführenden Stellen wie Bund, Bundesländern, Gemeinden, Gemeindeverbänden sowie Anstalten des öffentlichen Rechts und Körperschaften des öffentlichen Rechts. Das ist auch international der Fall, wenngleich eine Abkehr von kameralistischen Grundsätzen zur Doppik, insbesondere bei staatlichen Untergliederungen, erkennbar ist. Der zukünftige Haushalt wird im Haushaltsplan festgehalten.

## Allgemeines
Haushaltsführende Stellen verfolgen als juristische Personen des öffentlichen Rechts nicht wie Unternehmen das erwerbswirtschaftliche Prinzip der Gewinnmaximierung, sondern der Ausgabendeckung. Das so genannte Bedarfsdeckungsprinzip beherrscht insbesondere die öffentlichen Haushalte. Deshalb stehen nicht Produktivitäts- und Wirtschaftlichkeitsüberlegungen im Vordergrund, weswegen die Gegenüberstellung von Einnahmen und Ausgaben ausreicht und ein etwaiger Einnahmenüberschuss nicht als Gewinn bezeichnet wird, sondern ein Überschuss ist. Öffentliche Stellen stehen zudem nicht im Wettbewerb, sondern üben ein hoheitliches Verwaltungsmonopol aus. Für diese Zwecke genügt ein Haushalt. Seit 2003 gibt es jedoch auch in Deutschland Bestrebungen, im Rahmen des Neuen kommunalen Finanzmanagements schrittweise die Doppik auf der Basis des HGB einzuführen, insbesondere weil auch kommunalrechtlich Wirtschaftlichkeits- und Sparsamkeitsprinzipien gelten. International werden insbesondere Jahresabschlüsse staatlicher Untergliederungen doppisch erstellt (Schweiz, USA, Kanada).

## Aufgaben
Der Haushalt erfüllt – je nach Ebene der staatlichen Untergliederung – verschiedene Aufgaben. Während der Staatshaushalt übergeordnete Ausgabenstrukturen aufweist (etwa Landesverteidigung, Entwicklungshilfe, Zinsen für Staatsanleihen), sind die Haushalte staatlicher Untergliederungen durch bevölkerungsnahe Ausgaben (kommunale Investitionen, soziale Transferleistungen) gekennzeichnet. Hauptaufgabe derartiger Haushalte ist der Betrieb einer Infrastruktur, die allen Mitgliedern der Gesellschaft als Staatsleistung im Rahmen der Daseinsvorsorge zur Verfügung steht. Dazu zählt etwa das Bildungswesen, das Rechtswesen, das Sicherheitswesen oder das Gesundheitswesen. Die wirtschaftlichen Aspekte der öffentlichen Haushalte sind Gegenstand einer eigenständigen wissenschaftlichen Disziplin, der Finanzwissenschaft. Der Haushalt ist eines der wichtigsten Planungsinstrumente öffentlicher Stellen. Er ist regelmäßig aufzustellen (z.  B. § 78 Abs. 1 GemO NRW) und auf einen bestimmten zukünftigen Zeitraum von einem Kalenderjahr bezogen (§ 78 Abs. 3 GemO). Er ist systematisch bis in detaillierte Positionen („Kapitel“, „Titel“) gegliedert, was einheitlich verbindlich in der Gemeindehaushaltsverordnung festgelegt ist. Er entfaltet Bindungswirkung nach außen und innen. Gegenüber dem Bürger hat er normsetzenden Charakter, indem die Steuersätze für das Haushaltsjahr festgesetzt werden. Für die Verwaltung ist der Haushalt insofern bindend, als Aufgaben und Maßnahmen nur nach den im Haushaltsplan getroffenen Festsetzungen durchgeführt werden können; insbesondere dürfen Aufträge, Investitionen und sonstige Ausgaben nur im Rahmen der zur Verfügung stehenden Haushaltsmittel erteilt werden und wenn sie im Haushaltsplan vorgesehen sind (§ 85 Abs. 1 GemO). Die Entscheidung über den Haushalt zählt zu den wichtigsten Aufgaben des Gemeinderates (§ 41 Abs. 1 h GemO).

## Haushaltsausgleich
Ziel einer Haushaltsaufstellung ist der Haushaltsausgleich. Dieses Postulat ist für die Haushaltswirtschaft von zentraler Bedeutung. Der Haushalt ist dabei nicht in rein formellem, buchhalterischem Sinne zu verstehen. Formell ist jeder Haushalt ausgeglichen. Vielmehr wird ein materieller Haushaltsausgleich verlangt, der nur dann erfüllt ist, wenn die haushaltsführende Stelle neben ihren laufenden Ausgaben auch die Zins- und Tilgungsverpflichtungen für Kredite aus ihren laufenden Einnahmen bestreiten kann. Auf Bundesebene ist der Finanzierungssaldo haushaltsrechtlich die Differenz zwischen Einnahmen und Ausgaben, wobei die Kreditmarkttransaktionen, Rücklagenbewegungen, Abwicklungen kassenmäßiger Überschüsse und Fehlbeträge und Münzeinnahmen aus den Einnahmen und Ausgaben herausgenommen werden (§ 13 Abs. 4 BHO). 

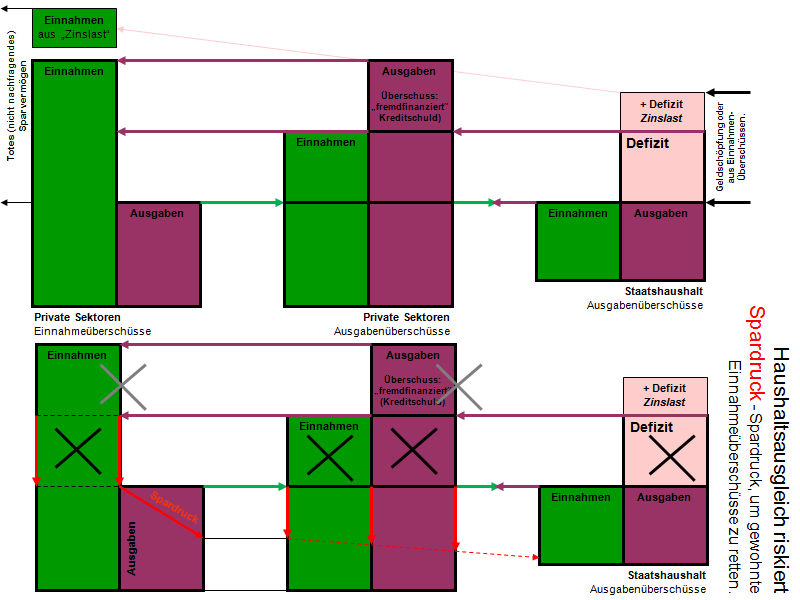
Zu gegenseitigen Abhängigkeiten von Haushaltssalden und Risiken aus Haushaltsausgleich.

Ein materieller Haushaltsausgleich ist schwierig, weil die Einnahmen auf Steuerschätzungen beruhen, während der größte Teil der Ausgaben bereits gesetzlich feststeht. Deckungsprobleme werden sich somit beim Haushaltsvollzug ergeben, wenn die Einnahmen geringer als vorgesehen fließen. Der kommunale Haushalt ist dann ausgeglichen, wenn die Zuführung vom Verwaltungs- an den Vermögenshaushalt mindestens der Höhe der planmäßigen Tilgungsleistungen entspricht. Außerordentliche Tilgungen bleiben unberücksichtigt. Ist der Zuführungsbetrag an den Vermögenshaushalt höher, verfügt die haushaltsführende Stelle über eine „freie Spitze“, fällt er geringer aus, weist der Haushalt ein Haushaltsdefizit auf. In der Praxis reicht es allerdings nicht, lediglich die Zuführung an den Vermögenshaushalt und die ordentliche Tilgung zu vergleichen; denn in der Regel wird die Pflichtzuführung im Haushaltsplan veranschlagt. Ein Fehlbedarf zeigt sich dann dadurch, dass die vorgesehenen Ausgaben des Verwaltungshaushalts in der Summe die dafür vorhandenen Einnahmen übersteigen. Häufig gelingt der Haushaltsausgleich rechnerisch nur dadurch, dass Mittel des Vermögenshaushalts als Zuführung in den Verwaltungshaushalt fließen. De facto handelt es sich dabei um den Einsatz von Vermögen (meist aus der Veräußerung von Grundstücken oder kommunalen Beteiligungen) zur Finanzierung laufender Ausgaben. Kann bei Kommunen ein Haushaltsausgleich nicht erreicht werden, ist ein Haushaltssicherungskonzept erforderlich (§ 76 Abs. 1 GemO).
„Freie Spitze“ ist haushaltsrechtlich der positive Saldo des Verwaltungshaushalts nach Abzug der planmäßigen Kredittilgungen, der an den Vermögenshaushalt abzuführen ist. Der Haushaltssaldo ist also das normierte Ergebnis, ausgedrückt in Haushaltsdefizit oder -überschuss („freie Spitze“). Dieses Ergebnis stellt den Saldo des Verwaltungshaushalts unter der Bedingung des Substanzerhalts dar. Eine freie Spitze ist jedoch kein aussagekräftiger Indikator für die Haushaltsstabilität. Sie kann auch aus der Manövriermasse der Ersatzdeckungsmittel, aus Rücklagenauflösungen oder Vermögensveräußerungen resultieren. Nach § 106 HessGemO ist eine Rücklage zum Ausgleich von Einnahmeschwankungen und zur Sicherung der Zahlungsfähigkeit anzulegen. Sinkt sie, wird Vermögen, das in vergangenen Jahren aufgebaut wurde, im aktuellen Haushalt aufgebraucht. Sofern nicht gleichzeitig ein Vermögenserwerb erfolgt, kommt es zu einem Substanzverzehr. Warngrenze ist das Erreichen des Mindestbetrags (2 % der durchschnittlichen Ausgaben des Verwaltungshaushalts der letzten drei Jahre nach § 20 Absatz 2 GemHVO). Da geringe Tilgungsleistungen zu einer niedrigen Mindestzuführung an den Vermögenshaushalt führen, präsentiert sich ein Verwaltungshaushalt umso günstiger, je langfristiger die Kreditlaufzeiten sind. Eine Schuldenspirale entsteht, wenn die Zinslast zu erneuter Kreditaufnahme zwingt und damit wiederum steigenden Zinsaufwand herbeiführt.

## Sparsame und wirtschaftliche Haushaltsführung
In den regionalen Gemeindeordnungen ist der Grundsatz der sparsamen und wirtschaftlichen Haushaltsführung verankert (z. B. § 110 Abs. 2 NKomVG). Wirtschaftliche Haushaltsführung impliziert sparsames Handeln unter Berücksichtigung der Auswirkungen auf die Aufgabenerfüllung. Dem wird Rechnung getragen, wenn entweder mit einem geringstmöglichen Einsatz an Mitteln ein bestimmter Erfolg (Minimalprinzip), oder mit einem bestimmten Mitteleinsatz das bestmögliche Ergebnis (Maximalprinzip) erzielt worden ist. Rechtsgeschäfte, die das öffentliche Haushaltsrecht grob missachten und dem Grundsatz der sparsamen und wirtschaftlichen Haushaltsführung widersprechen, sind sittenwidrig und damit nichtig, sofern der Verstoß beiden Seiten subjektiv zurechenbar ist. Wirtschaftlichkeit in diesem Sinne ist die Erfassung des optimalen Input-Output-Verhältnisses. Die einfache Kameralistik genügt jedoch nicht, um Wirtschaftlichkeitsaspekte vollständig transparent zu machen. Es wird lediglich der Geldverbrauch, nicht jedoch auch der Ressourcenverbrauch betrachtet. Deshalb wurde in Deutschland 2003 entschieden, sukzessive auf die erweiterte Kameralistik (Bund) oder gar Doppik umzustellen.